# گرگ هولا
گرگ هولا (انگلیسی: Greg Houla؛ زادهٔ ۱۹ ژوئیهٔ ۱۹۸۸) بازیکن فوتبال اهل فرانسه است که در پست هافبک بازی می‌کند.